# NGC 2253
NGC 2253 est une entrée du New General Catalogue dont l'identification est très incertaine. Cet objet, situé dans la constellation de la Girafe, a été enregistré par l'astronome germano-britannique William Herschel le 1er novembre 1788.

## Les candidats possibles pour NGC 2253

### Un groupe d'étoiles, mais lequel?

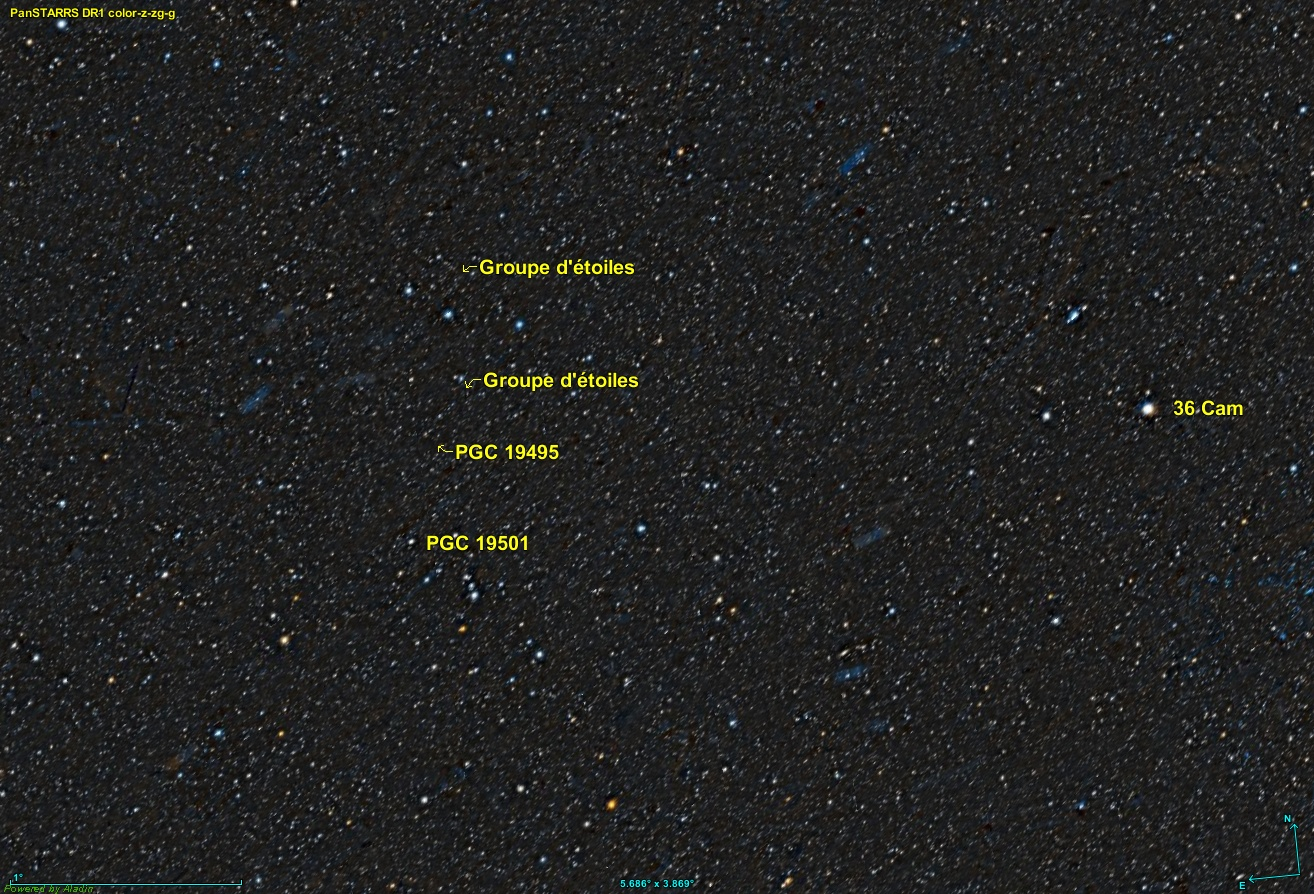
Les quatre possibilités pour NGC 2253.

Pour Wolfgang Steinicke, il s'agit d'un groupe d'étoiles aux coordonnées 6h 42m 00,0s et 65° 51′ 00″. Ces coordonnées correspondent à peu près à la position indiquée par William Herschel dans ses notes, soit à 29'1 à l'est et à 16' au nord de l'étoile 36 Camelopardalis dont les coordonnées sont 6h 12m 51,1s et 65° 43′ 06,3″.  

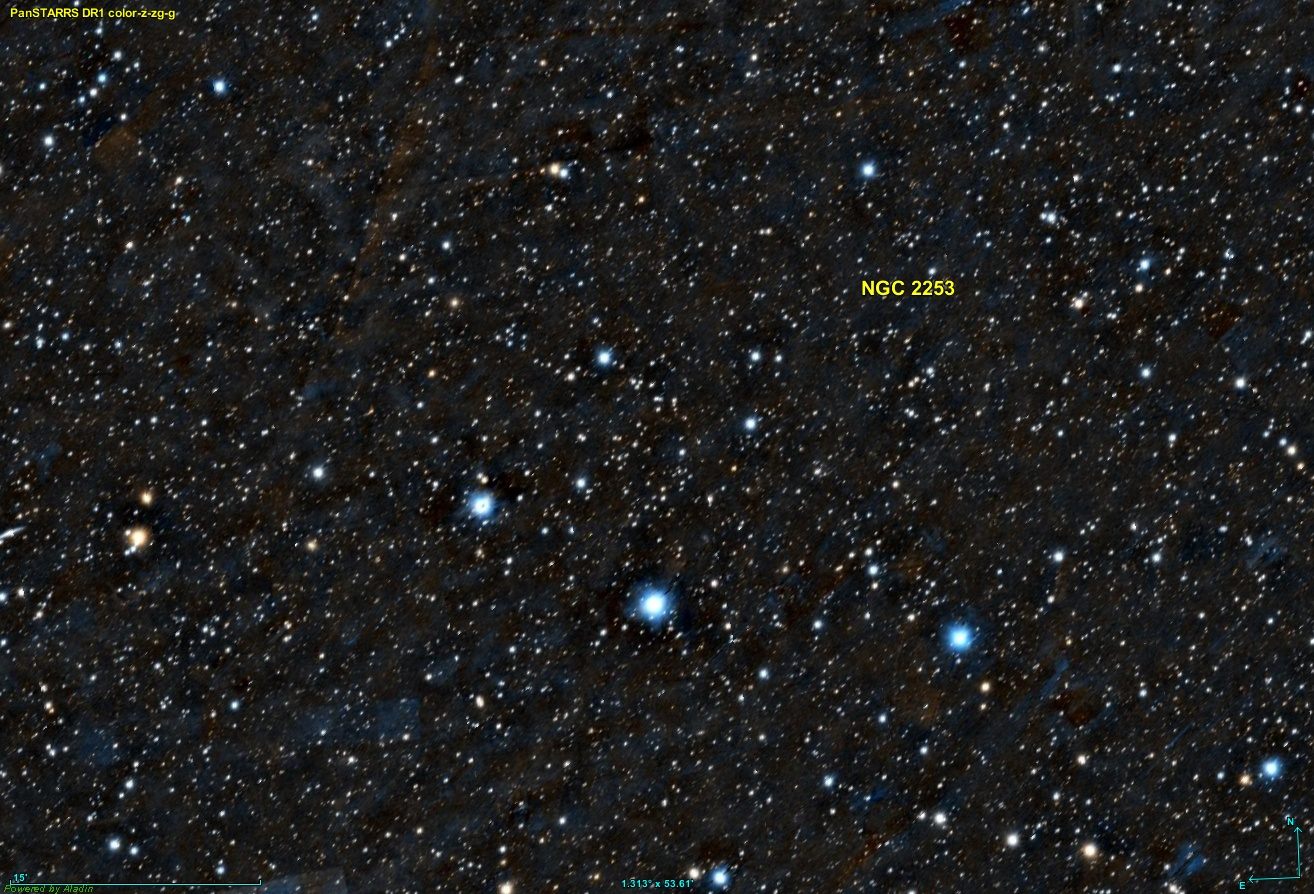
Le groupe d'étoiles situé à 46' au nord et à 29 minutes à l'est de 36 Camelopardalis.

Le professeur Seligman souligne que Herschel a souvent fait des erreurs d'un demi degré dans ses notes. Ainsi, si au lieu de 16' au nord de 36 Cam, c'était 46' au nord de cette dernière, on se trouverait dans une autre région située plus au nord (NGC 2253 sur l'image des quatre possibilités) et aussi occupée par un groupe d'étoiles. Dans ses notes, Herschel décrit l'objet comme une tache très pâle ou un petit amas d'étoiles très pâles. Cette description correspond à ce groupe d'étoiles.

### La galaxie PGC 19501

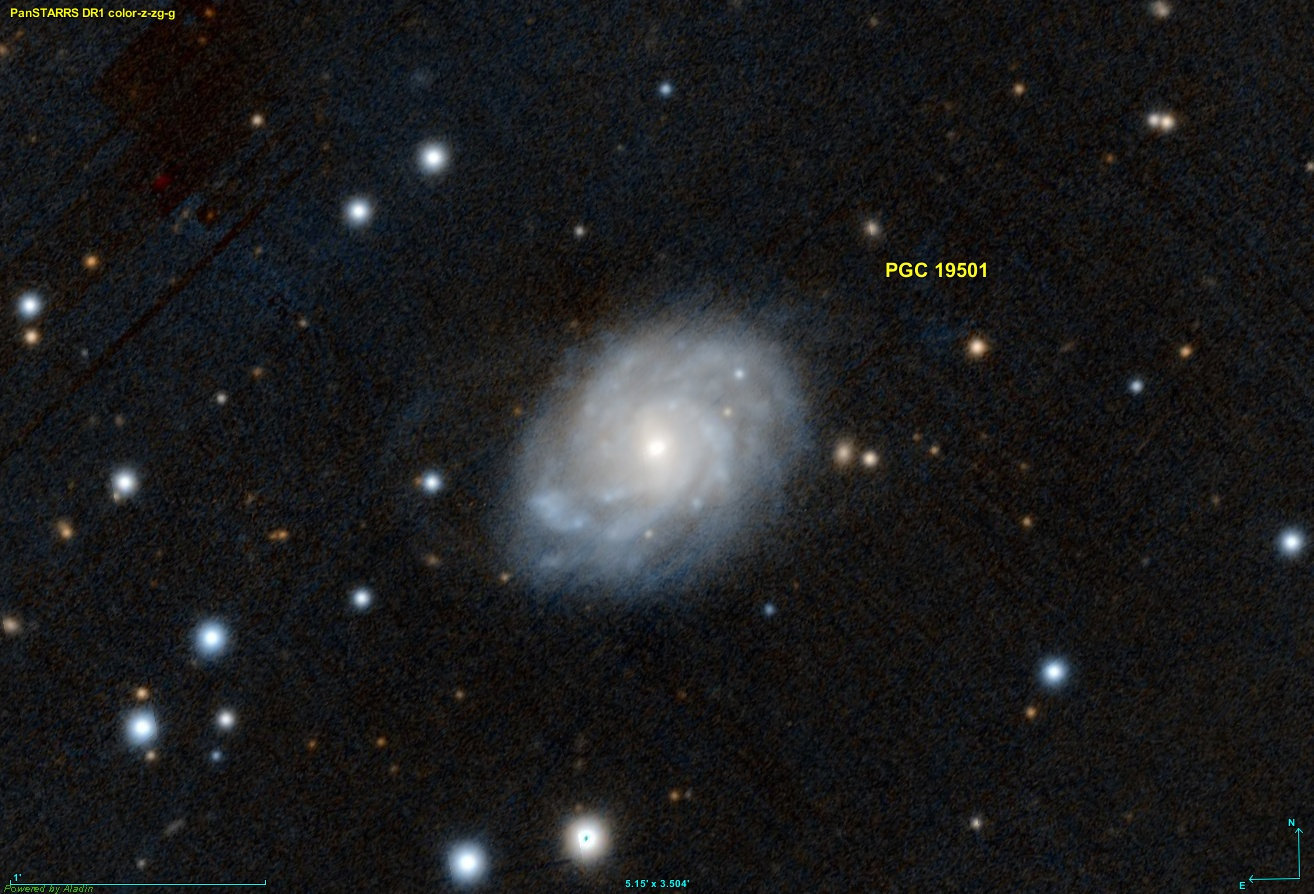
La galaxie spirale PGC 19501

Cette galaxie spirale a été inscrite au catalogue RNGC en 1973. Cette version du catalogue NGC a été rédigée rapidement et on a souvent choisi un objet rapproché de la position indiquée dans les notes des découvreurs sans considérations historiques. La galaxie spirale PGC 19501 ne correspond pas à la description que fait Herschel de NGC 2253 et, de plus, elle se trouve au sud de 36 Cam. Il est donc fort improbable que ce soit l'objet observé par Herschel, mais c'est cette galaxie qui est identifiée à NGC 2253 dans la base de données NASA/IPAC.

### La galaxie PGC 19495

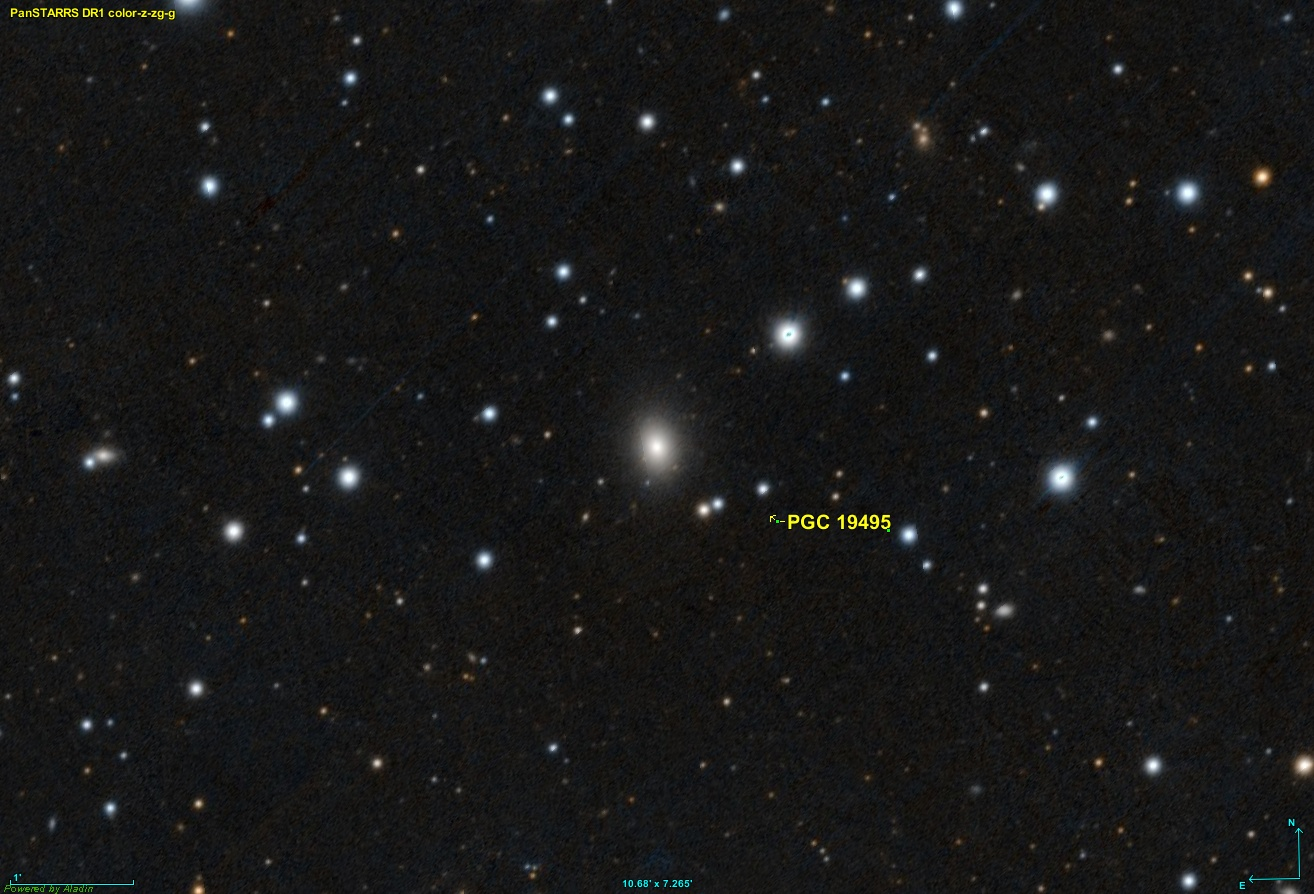
PGC 19495, une tache floue à l'est et au nord de 36 Cam.

La base de données Simbad du Centre de données astronomiques de Strasbourg a choisi cette galaxie pour NGC 2253. Les coordonnées de PGC 19495 sont 6h 43m 14,7s et 65° 40′ 39,1″. PGC 19495 est donc à 30'23,6" à l'est et à 2'27,2" au nord de l'étoile 36 Cam. De plus, dans le télescope de William Herschel, une galaxie de moins d'une minute d'arc qui ne présente aucune structure interne devait avoir l'apparence d'une tache très pâle. Il est donc possible que PGC 19495 soit NGC 2253, l'objet observé par Herschel.  